# Canton d'Herserange
Le canton de Herserange est une ancienne division administrative française qui était située dans le département de Meurthe-et-Moselle et la région Lorraine.

## Géographie
Ce canton est organisé autour de Herserange dans l'arrondissement de Briey. Son altitude varie de 255 m (Longlaville) à 445 m (Herserange) pour une altitude moyenne de 367 m.

## Histoire
Ce canton est en position frontalière ; il marque le point triple entre la frontière actuelle et la frontière du Traité de Francfort, entre 1871 et 1914.

## Administration
Canton créé en 1973 (décret du 2 août 1973, division du Canton de Longwy).
| Période | Période      | Identité                      | Étiquette | Qualité |
| ------- | ------------ | ----------------------------- | --------- | --- |
| 1973    | 1996 (décès) | Bogdan Politanski (1926-1996) | PCF       | Métallurgiste Président du Conseil Général (1979-1982) Maire de Longlaville (1959-1996) Ancien conseiller général du Canton de Longwy (1967-1973) |
| 1996    | 2015         | Laurent Righi                 | PCF       | Enseignant, maire de Hussigny-Godbrange |

## Composition
Le canton de Herserange groupe 6 communes et compte 17 218 habitants (recensement de 1999 sans doubles comptes).
| Communes           | Population (2012) | Code postal | Code Insee |
| ------------------ | ----------------- | ----------- | ---------- |
| Haucourt-Moulaine  | 2 987             | 54860       | 54254      |
| Herserange         | 4 327             | 54440       | 54261      |
| Hussigny-Godbrange | 3 076             | 54590       | 54270      |
| Longlaville        | 2 377             | 54810       | 54321      |
| Mexy               | 1 997             | 54135       | 54367      |
| Saulnes            | 2 454             | 54650       | 54493      |

## Démographie
| 1962   | 1968   | 1975   | 1982   | 1990   | 1999   | 2009   |
| ------ | ------ | ------ | ------ | ------ | ------ | ------ |
| 19 191 | 23 651 | 22 743 | 19 322 | 17 132 | 17 218 | 17 987 |